# Flávio Reblin
Flávio Reblin (14 de febrero de 1988) es un ciclista brasileño.
Integrante del equipo Avaí Futebol Clube, siendo sub-23 logró un 3.er lugar eln la 6.ª etapa del Tour de Brasil/Vuelta del Estado de San Pablo 2010.
Pasó al Memorial/Santos en 2011, donde obtuvo su primera victoria en una carrera por etapas al vencer el Giro del Interior de San Pablo 2011
Ese mismo año un control antidopaje en el Tour de Río, le dio positivo por estanozolol y fue suspendido hasta el 28 de diciembre de 2013.

## Palmarés
2011
- Giro del Interior de San Pablo